# آکییوشی ناکائو
آکییوشی ناکائو (انگلیسی: Akiyoshi Nakao؛ زادهٔ ۳۰ ژوئن ۱۹۸۸) هنرپیشه اهل ژاپن است. از فیلم‌هایی که وی در آن نقش داشته‌است می‌توان به قلعه شناور اشاره کرد.